# Chiesa di San Rocco (Salerno)
La chiesa di San Rocco (già chiesa di San Pietro de' Grisonte o San Petrillo) è una chiesa sussidiaria di Salerno e sorge nel centro storico della città.

## Storia
La chiesa attuale fu edificata nell'anno 1620 sul modello della preesistente chiesa medievale, menzionata per la prima volta dalle fonti nel giugno 1165. È stata intitolata a San Rocco nel 1910, anno da cui è la sede principale delle confraternite unite di Santa Maria della Consolazione o della Cintura e di San Rocco della Croce.

## Descrizione
L'ubicazione della chiesa e la sua composizione esterna
La chiesa si trova a pochi metri di distanza dalla Pinacoteca Provinciale di Salerno e dal Museo Virtuale della Scuola Medica Salernitana.
Dall'esterno la chiesa appare di modeste dimensioni e con un'architettura molto simile a quella degli altri palazzi seicenteschi limitrofi. La facciata della chiesa, sovrastata dal timpano, alterna cornici chiare a zone dipinte di rosso. Il portale è sormontato da un architrave aggettante decorato lateralmente con mensole, sopra di esso vi è un'ampia finestra a lunetta le cui cornici si impostano sui piedritti del portale in un arco a tutto sesto che introduce la luce solare al suo interno.
Composizione interna dell'edificio
Ha pianta rettangolare di circa duecento metri quadrati, con un'unica navata voltata a botte a sesto ribassato, mentre nel presbiterio la volta è a vela. Il pavimento è in maiolica e presenta decorazioni a motivi geometrici. Al centro del presbiterio è collocata la statua della Madonna della Consolazione con il Bambino Gesù benedicente, di epoca seicentesca.
Poste lateralmente troviamo due statue, una raffigurante San Rocco, l'altra Cristo, risalente al Settecento. Sono invece di epoca moderna alcune opere del Maestro Salernitano Mario Carotenuto.